# Любомира Гломб
Любомира Гломб е български вирусолог, завеждаща отделение „Вирусология“ в Националния център по заразни и паразитни болести. Членува в научните организации – Международната организация по антивирусни изследвания (от 1994 г.), Балканското дружество по микробиология (от 1999 г.) и Съюза на учените в България (от 2000 г.).

## Биография
Любомира Николаева Крумова–Гломб е родена на 17 април 1962 г. в град Русе, Народна република България. През 1981 г. завършва Първа английска езикова гимназия в София. През 1987 г. завършва висше образование в Медицински факултет на Висшия медицински институт на Медицинска академия – София, специалност „Медицина“, като през 1995 г. придобива специалност „Вирусолгия“. През 2011 г. става доцент в Департамент „Вирусология“ на Институт по микробиология „Стефан Ангелов“ при БАН (от 2011 г.), а от 2012 г. е ръководител на департамента.